# Ada Orleanu
Ada Orleanu (n. 3 ianuarie 1916, Români, România – d. 23 iulie 1990, București, România) a fost o scriitoare, publicistă și traducătoare română. A fost fiica Leliei (născută Orleanu) și a lui Constantin Marinescu, inginer silvic.

## Biografie
Urmează școala primară la Râmnicu Vâlcea în perioada 1922-1926); liceul, primele două clase, în același oraș, continuă la Constanța unde, de altfel, susține și bacalaureatul în 1933. Urmează cursurile Facultății de Litere și Filosofie a Universității București în perioada 1933 - 1938 și examenul de licență îl susține cu lucrarea Monografia comunei Broșteni - Vâlcea, cu S. Mehedinți, D. Gusti. Între 1936 și 1942, paralel cu studiile, e bibliotecară la Casa Autonomă a Pădurilor Statului. 
După absolvirea Facultății de Litere și Filosofie a Universității din București (1938), este secretar de redacție la „Revista scriitoarelor și scriitorilor români" (1943-1944). Este profesoară la gimnaziul din localitatea Suci, județul  Argeș, apoi  Călan, 1950 - 1958.,  După 1958 se dedică în exclusivitate scrisului. În memoria scriitoarei Ada Orleanu, Biblioteca Orășenească din Horezu, Vâlcea îi poartă numele .

## Debutul
Debutează cu nuvela „Revedere” în „Revista scriitoarelor și scriitorilor români" (1942) și editorial, cu romanul pentru copii și tineret „E pace noaptea asta-n codru” (1958). În perioada 1944-1947 frecventează cenaclul Sburătorul, iar în 1947 un comitet format din F. Aderca, Șerban Cioculescu, Vladimir Streinu, Camil Petrescu, Perpessicius, I. Negoițescu îi acordă premiul Asociației „Eugen Lovinescu" pentru nuvelă. Manuscrisul premiat, „Caii dracului”, nu va fi tipărit, în schimb, după aproape 20 de ani, câteva dintre nuvele se vor regăsi în volumul „Boarii” (1968). A colaborat la publicațiile Fapta, Dacia rediviva, Vremea, Revista Fundațiilor Regale, Femeia și căminul, Dorul românesc, Viața românească, Luceafărul, etc.

## Opera literară
- E pace noaptea asta-n codru, București, 1958;
- Boarii, București, 1968;
- Cavalerul libertății, I-II, București, 1968;
- Atunci au tras toate clopotele, București, 1970;
- Bun rămas, crânguri de alun, București, 1973;
- Urechea năzdrăvană, București, 1973;
- Însemnați cu stea în frunte, București, 1977;
- Doi ani de cutezanță, București, 1981;
- Evadare în timp, București, 1984;
- Lumea prietenilor, București, 1985;
- Hoții în templu, București, 1986;
- Rotirea anotimpurilor, București, 1987;
- De veghe la Dunăre și mare, București, 1987.

## Traduceri
- Mary Webb, Sarn, București, 1942, Șapte pentru un secret, București, 1944;
- George Meredith, Egoistul, București, 1943;
- Marietta Șaghinian, Aventurile unei doamne din înalta societate, București, 1969 (în colaborare cu Rodica Șiperco), Destin, București, 1969 (în colaborare cu Rodica Șiperco);
- Alexandros Papadiamantis, Ucigașa, București, 1969 (în colaborare cu Lambros Petsinis);
- Feodor Abramov, Două ierni și trei veri, București, 1972 (în colaborare cu Rodica Șiperco), Căi întortochiate, București, 1974, Drumuri și răspântii, București, 1976 (în colaborare cu Rodica Șiperco);
- Jan Parandowski, Cerul în flăcări, București, 1973 (în colaborare cu Elena Timofte);
- Olga Scheinpflugovâ, Carantina, București, 1978 (în colaborare cu Maria Ionescu-Nișcov).